# Iwan Geschow

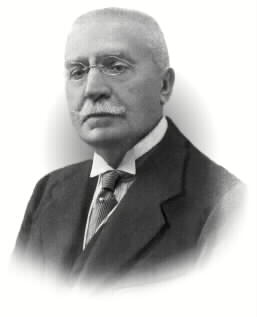
Iwan Ewstratiew Geschow

Iwan Ewstratiew Geschow (bulgarisch Иван Евстратиев Гешов; * 20. Februar 1849 in Plowdiw; † 11. März 1924 in Sofia) war ein bulgarischer Politiker und Ministerpräsident.

## Leben

### Studium und erste politische Aktivitäten
Iwan Geschow wurden 1849 in der osmanischen Stadt Plowdiw geboren. Sein Vater Ewstati Geschow gehörte der Handelsfamilie Geschowi aus Karlowo an und war Teilhaber des Handelsunternehmens Brüder Geschewi (bulgarisch Братя Гешови). Seine Mutter Charitina entstammte der Kaufmannsfamilie Tschalakowi aus Kopriwschtiza.
Iwan Geschow besuchte zunächst in Plowdiw die griechische Schule, wechselte jedoch zum bulgarischen Gymnasium Kyrill und Method. Auf dem Gymnasium lernte er bei Joakim Gruew. Als 1864 seine Schwester den in Manchester lebende Händler Michael Milkow heiratete, beschloss die Familie, dass die Brüder Geschowi eine Niederlassung ebendort eröffnen sollten. Zu diesem Zweck, und um Englisch zu lernen, wechselte Iwan nach Sofia in das Amerikanische College. Anschließend absolvierte er von 1869 bis 1872 ein Studium der Finanzwissenschaften und Politikwissenschaften am Owen’s College in Manchester.
Noch während seines Studiums wurde er politisch aktiv, in dem er sich in Briefen an den Sultan des Osmanischen Reiches für die Unabhängigkeit Bulgariens vom Osmanischen Reich aussprach. Nach seiner Rückkehr nach Plowdiw nahm er als Korrespondent der „Times“ sowie als Herausgeber der Tageszeitung Maritsa auch am Aprilaufstand 1876 teil. Aus diesem Grund wurde er zunächst zum Tode verurteilt, später jedoch aufgrund von Protesten des englischen und amerikanischen Konsuls zur Verbannung nach Aleppo in Syrien begnadigt.

### Unabhängigkeit Bulgariens und Minister
Nach der (eingeschränkten) Unabhängigkeit Bulgariens am 8. Juli 1879 wurde er endgültig begnadigt, was ihm die Rückkehr nach Bulgarien ermöglichte. Zu jener Zeit begann er seine politische Laufbahn 1879 bis 1880 als Präsident des Parlaments der Oblast Ostrumelien, deren Finanzminister er von 1882 bis 1883 war.
Im Anschluss daran wurde er Direktor der Bulgarischen Nationalbank. Im Rahmen der Ostrumelien-Krise gehörte er einer Delegation an, welche den in Dänemark weilenden Zar Alexander III. aufsuchte und um Unterstützung der Vereinigung Bulgariens mit Ostrumelien bat, worauf ihn Fürst Alexander I. zu Gesprächen nach London schickte. Auch an den Verhandlungen am Zustandekommen des Friedens von Bukarest am 3. März 1886, der zum Ende des Serbisch-Bulgarischen Krieges führte, war er beteiligt.
Am 28. August 1886 wurde er als Finanzminister in das Kabinett von Ministerpräsident Wassil Radoslawow berufen. In diesem Amt, das er auch unter Radoslawows Nachfolger Konstantin Stoilow bis zum 1. September 1887 bekleidete, wurde er bald zum führenden wirtschaftspolitischen Denker des Landes sowie zum Vorkämpfer einer Schutzzollpolitik zur Sicherung der Wirtschaft Bulgariens. Allerdings hatte er in Stefan Stambolow einen starken Gegner seiner politischen Ideen, so dass letztlich sowohl Stoilow als auch er selbst die Macht an Stambolow abtreten mussten.
Erst nach dem Ende von Stambolows Amtszeit am 31. Mai 1894 wurde er von Ministerpräsident Stoilow wiederum zum Finanzminister ernannt. In seiner bis zum 7. September 1897 dauernden Amtszeit war er zugleich auch Handels- und Landwirtschaftsminister und Gründer und Vorsitzender der ersten Landwirtschafts- und Industriemesse in Plowdiw.

### Abgeordneter, Parlamentspräsident und Parteivorsitzender
Im Jahr 1894 wurde er auch erstmals zum Abgeordneten der Nationalversammlung gewählt, der er bis 1899 angehörte. 1901 erfolgte seine erneute Wahl zum Abgeordneten der Nationalversammlung, der er nunmehr bis 1923 angehörte. Am 22. Februar 1901 wurde er zum Präsidenten der Nationalversammlung gewählt. Dieses Amt hatte er bis zum 25. Oktober 1901 inne.
Nach dem Tode von Stoilow wurde er im April 1901 außerdem dessen Nachfolger als Vorsitzender der Volkspartei.

### Ministerpräsident von 1911 bis 1913
Am 29. März 1911 wurde er von Zar Ferdinand I. als Nachfolger von Aleksandar Malinow schließlich selbst Ministerpräsident. Während seiner Amtszeit war er zugleich Außen- und Religionsminister.
In dieser Funktion war er ein Unterstützer der politischen Ansichten des Balkanbundes, durch den 1912 der Erste Balkankrieg gegen das Osmanische Reich begonnen wurde. Nachdem am 30. Mai 1913 der Londoner Vertrag, der den Balkankrieg beendete, geschlossen wurde, trat er von seinem Amt als Ministerpräsident zurück, da er die Kriegsabsichten des Zaren gegen die anderen Mitgliedstaaten des Balkanbundes ablehnte.
Nachfolger als Ministerpräsident wurde daraufhin Stojan Danew, dem er wiederum am 26. Juni 1913 als Präsident der Nationalversammlung folgte. Allerdings übte er das Amt des Parlamentspräsidenten diesmal für weniger als einen Monat bis zum 23. Juli 1913 aus.
Anschließend zog er sich bis auf sein Abgeordnetenmandat aus der Politik zurück. Nach dem Sturz der Regierung von Aleksandar Stambolijski trat er 1923 der von Malinow geführten Demokratischen Partei (Demokratičeska Partija) bei.

### Ehrenämter und Veröffentlichungen
Neben seiner politischen Laufbahn war er zum einen auch Gründer der Studentischen Gesellschaft sowie der Wissenschaftlichen und Literarischen Gesellschaft.
Von 1899 bis zu seinem Tode war er Präsident des Bulgarischen Roten Kreuzes sowie von 1898 bis zu 1911 zunächst Vorsitzender der Literarischen Gesellschaft, aus der dann die Akademie der Wissenschaften hervorging, deren Präsident er ebenfalls bis zu seinem Tode war.
Des Weiteren war Geschow Autor und Mitherausgeber mehrerer Werke zu politischen Themen wie zum Beispiel:
- L‘Alliance balkanique. Paris 1915.
- La genèse de la guerre mondiale; la debacle de l‘Alliance balkanique. Bern 1919.
- Mémoire addressé à la conférence de la paix. Paris 1919.